# Qikiqtagafaaluk
Qikiqtagafaaluk, före 2012 benämnd Admiralty Island, är en ö i Kanada.   Den ligger i territoriet Nunavut, i den nordöstra delen av landet, 3 000 km nordväst om huvudstaden Ottawa. Arean är 171 kvadratkilometer.
Terrängen på Qikiqtagafaaluk är mycket platt. Öns högsta punkt är 23 meter över havet. Den sträcker sig 24,5 kilometer i nord-sydlig riktning, och 16,1 kilometer i öst-västlig riktning.
Trakten runt Qikiqtagafaaluk består i huvudsak av gräsmarker.